# Campionati italiani di triathlon olimpico no draft del 2015
I Campionati italiani di triathlon olimpico no draft del 2015 (III edizione) sono stati organizzati dalla Federazione Italiana Triathlon e si sono svolti a Lago Revine in Veneto, in data 5 luglio 2015.
Tra gli uomini ha vinto Stefano Rigoni (Padovanuoto Fidia), mentre la gara femminile è andata a Elena Mauri (Rho Triathlon Club).

## Risultati

### Élite uomini
| Pos. | Atleta                | Società sportiva        | Nuoto   | Bici    | Corsa   | Totale  |
| ---- | --------------------- | ----------------------- | ------- | ------- | ------- | ------- |
|      | Stefano Rigoni        | Padovanuoto Fidia       | 0:18:32 | 1:15:14 | 0:38:49 | 2:12:35 |
|      | Michele Insalata      | Otrè Triathlon Team     | 0:22:29 | 1:13:50 | 0:37:16 | 2:13:35 |
|      | Pierluigi Senor       | CUS Torino Triathlon    | 0:25:51 | 1:11:11 | 0:37:05 | 2:14:07 |
| 4    | Manuel Biagiotti      | Friesian Team           | 0:19:21 | 1:15:14 | 0:40:15 | 2:14:50 |
| 5    | Riccardo Salvino      | Minerva Roma            | 0:18:42 | 1:15:12 | 0:40:58 | 2:14:52 |
| 6    | Cristiano Iuliano     | Firenze Triathlon       | 0:21:00 | 1:14:22 | 0:39:45 | 2:15:07 |
| 7    | Gabriele Salini       | 707 Triathlon Team      | 0:20:09 | 1:18:03 | 0:38:32 | 2:16:44 |
| 8    | Matteo Baldacci       | Triathlon Team Riccione | 0:23:14 | 1:16:28 | 0:38:43 | 2:18:25 |
| 9    | Simone Mantolini      | The Hurricane           | 0:23:17 | 1:16:05 | 0:39:34 | 2:18:56 |
| 10   | Devis Borghini        | T.D. Rimini             | 0:23:47 | 1:15:38 | 0:39:50 | 2:19:15 |
| 11   | Lorenzo Di Cosmo      | CUS Torino Triathlon    | 0:22:37 | 1:19:06 | 0:37:56 | 2:19:39 |
| 12   | Alessio Rispoli       | PPRTeam                 | 0:20:41 | 1:18:16 | 0:40:43 | 2:19:40 |
| 13   | Lorenzo Boeris        | CUS Torino Triathlon    | 0:22:08 | 1:17:23 | 0:40:22 | 2:19:53 |
| 14   | Alfio Bulgarelli      | Cesena Triathlon        | 0:21:31 | 1:17:22 | 0:41:11 | 2:20:04 |
| 15   | Norman Mase'          | Dolomitica Nuoto CTT    | 0:24:01 | 1:15:03 | 0:41:02 | 2:20:06 |
| 16   | Mattia Camporesi      | T.D. Rimini             | 0:26:48 | 1:17:44 | 0:35:35 | 2:20:07 |
| 17   | Fabrizio Fabbri       | T.D. Rimini             | 0:22:00 | 1:19:35 | 0:38:35 | 2:20:10 |
| 18   | Luca Ruffinati        | CUS Torino Triathlon    | 0:24:45 | 1:16:32 | 0:39:08 | 2:20:25 |
| 19   | Marco Dalla Venezia   | Liger Team Keyline      | 0:18:36 | 1:20:11 | 0:41:45 | 2:20:32 |
| 20   | Flavio Sartori Pineda | Triathlon Bordighera    | 0:18:57 | 1:22:26 | 0:39:42 | 2:21:05 |

### Élite donne
| Pos. | Atleta             | Società sportiva        | Nuoto   | Bici    | Corsa   | Totale  |
| ---- | ------------------ | ----------------------- | ------- | ------- | ------- | ------- |
|      | Elena Mauri        | Rho Triathlon Club      | 0:23:24 | 1:28:12 | 0:41:02 | 2:32:38 |
|      | Ilaria Fioravanti  | Minerva Roma            | 0:22:01 | 1:29:10 | 0:41:32 | 2:32:43 |
|      | Elisa Battistoni   | 707 Triathlon Team      | 0:21:44 | 1:29:49 | 0:42:29 | 2:34:02 |
| 4    | Michela Menegon    | Firenze Triathlon       | 0:22:07 | 1:29:39 | 0:43:45 | 2:35:31 |
| 5    | Camilla Magliano   | CUS Torino Triathlon    | 0:25:11 | 1:30:29 | 0:40:53 | 2:36:33 |
| 6    | Chiara Ingletto    | Firenze Triathlon       | 0:23:21 | 1:30:59 | 0:43:59 | 2:38:19 |
| 7    | Francesca Tunesi   | CUS Torino Triathlon    | 0:23:37 | 1:30:35 | 0:45:48 | 2:40:00 |
| 8    | Eleonora Peroncini | CUS Parma               | 0:25:10 | 1:24:59 | 0:50:25 | 2:40:34 |
| 9    | Marta Bernardi     | Tri Evolution           | 0:25:42 | 1:32:42 | 0:43:45 | 2:42:09 |
| 10   | Annalisa Bertelle  | Padovanuoto Fidia       | 0:28:39 | 1:29:50 | 0:43:45 | 2:42:14 |
| 11   | Evelyn Tessaro     | Triathlon 3V            | 0:25:02 | 1:31:53 | 0:45:30 | 2:42:25 |
| 12   | Patrizia Dorsi     | Piacenza Triathlon Vivo | 0:30:55 | 1:26:42 | 0:45:17 | 2:42:54 |
| 13   | Monica Ferrari     | PPRTeam                 | 0:28:29 | 1:29:45 | 0:45:17 | 2:43:31 |
| 14   | Elisa Monacchini   | Vis Cortona             | 0:23:22 | 1:33:59 | 0:46:11 | 2:43:32 |
| 15   | Ilaria Zavanone    | Raschiani Tri Pavese    | 0:29:31 | 1:28:20 | 0:46:38 | 2:44:29 |
| 16   | Elena Andrich      | A3 Triathlon            | 0:26:26 | 1:34:25 | 0:43:51 | 2:44:42 |
| 17   | Irene Coletto      | Padovanuoto Fidia       | 0:31:58 | 1:24:53 | 0:47:58 | 2:44:49 |
| 18   | Silvia Scarpetta   | Canottieri Napoli       | 0:25:09 | 1:33:27 | 0:46:33 | 2:45:09 |
| 19   | Serena Fracassi    | T.D. Rimini             | 0:28:55 | 1:28:59 | 0:47:52 | 2:45:46 |
| 20   | Michela Tessaro    | PPRTeam                 | 0:22:57 | 1:31:18 | 0:52:43 | 2:46:58 |

## Campioni per categoria
| Categoria | Atleta               | Società               | Atleta              | Società            |
| --------- | -------------------- | --------------------- | ------------------- | ------------------ |
| Senior 1  | Stefano Rigoni       | Padovanuoto Fidia     | Ilaria Fioravanti   | Minerva Roma       |
| Senior 2  | Manuel Biagiotti     | Friesian Team         | Chiara Ingletto     | Firenze Triathlon  |
| Senior 3  | Michele Insalata     | Otrè Triathlon Team   | Elisa Battistoni    | 707 Triathlon Team |
| Senior 4  | Cristiano Iuliano    | Firenze Triathlon     | Michela Menegon     | Firenze Triathlon  |
| Master 1  | Alessandro Sciarrone | CUS Pro Patria Milano | Elena Mauri         | Rho Triathlon Club |
| Master 2  | Alfio Bulgarelli     | Cesena Triathlon      | Monica Ferrari      | PPRTeam            |
| Master 3  | Giovanni Bianco      | Treviso Triathlon     | Manuela Ianesi      | Bressanone Nuoto   |
| Master 4  | Diego Pozzatti       | CUS Trento CTT        | Antonella Cason     | Treviso Triathlon  |
| Master 5  | Lorenzo Rigato       | CUS Padova            | Luisella Iabichella | Road Runners       |
| Master 6  | Michele Vanzi        | T.D. Rimini           |                     |                    |
| Master 7  | Luciano Fiore        | Torino Triathlon      | Gabriella Bois      | Cuneo Triathlon    |
| Master 8  | Mario Mazzotti       | Surfing Tri Romagna   |                     |                    |